# Nahičevan (grad)
Nahičevan (azerski: Naxçıvan, armenski: Նախիջևան) je najveći i glavni grad azerbajdžanske eksklave Nahičevanske Autonomne Republike, oko 450 km zapadno od glavnog grada Azerbajdžana, Bakua. Prema popisu iz 2010. god. grad je imao oko 74.500 stanovnika.
Mauzoleji Nahičevana su nominirani za upis na UNESCO-ov popis mjesta svjetske baštine u Aziji od 1998. god.

## Zemljopisne odlike
Nahičevan se prostire u podnožju Zangezurskih planina, na desnoj obali rijeke Nahečivan. Grad je smješten na nadmorskoj visini od 873 m. Poplave i erozije zemljišta su postale česte zbog smanjenog šumskog pokrivača duž riječnih obala. Kao rezultat toga, nastao je projekat pošumljavanja grada. Grad se sastoji od naselja Əliabad i sela: Başbaşı, Bulqan, Haciniyyət, Qaraçuq, Qaraxanbəyli, Tumbul, Qarağalıq i Daşduz.
Grad ima kontinentalnu stepsku klimu s kratkim zimama koje su hladne i snježne, dok su ljeta suha i vrlo vruća.

## Povijest
Herodot je u svom djelu Povijesti (Historiai) napisao kako rijeka Araz teče iz planine Matean do zemlje Nakhar. Harrison Gray Otis Dwight tvrdi kako ime grada potječe od armenske riječi nakh, što na armenskom znači „prvi”, te riječi ichevan, što znači „počivalište”, te bi ime grada značilo „prvo počivalište”. Naime, prema lokalnoj predaji Nahičevan je osnovao sam Noa nakon velikog potopa (Knjiga Postanka, poglavlja 5 – 9.) i ono je mjesto njegove smrti i pokopa.
U starom vijeku, Nahičevan je bio dio drevnih država koje su osnovali Manejci (850. pr. Kr. – 6. st. pr. Kr.) i Medijci (728. pr. Kr. – 550. pr. Kr.), a 633. prije Krista grad su napali Skiti. Od sredine 6. do kraja 4. st. pr. Kr. gradom vlada Ahemenidsko Perzijsko Carstvo, a od 328. do 224. pr. Kr. kraljevstvo Atropatena.
Nahičevan je bio jedan od istaknutih gradova Armenskog kraljevstva od 2. st. pr. Kr. do 11. st. U 2. st. Nahičevan je prvi spomenuo Klaudije Ptolemej u svom djelu Geografija kao grad Naxouana (grčki: Ναξουὰνα). 
Perzijski šah Šapur II. je uništio grad 363. god. i njegovo stanovništvo, uglavnom Armenci i Židovi, su odvedeni u današnji Iran.
Prema armenskom episkopu i povjesničaru Sebeosu, bizantski car Heraklije je marširao kroz područje Nahičevana tijekom svog pohoda protiv Sasanidskog carstva 627. – 628. godine. Neki armenski kroničari dodatno tvrde da je Heraklije uništio grad Nahičevan prije nego što je krenuo na Ganzak. 
Već u 8. st. Nahičevan je postao veliko trgovačko i obrtničko središte. U 11. st. je bio prijestolnica Seldžuka, a u 12. st. postaje prijestolnica države azerbejdžanskih atabega. Grad je u 13. st. razoro mongolski kana Timur i početkom 17. st. Perzijanci.
Krajem 18. i početkom 19. st. formiran je Nahičevanski Kanat, koji je nominalno priznavao perzijsku vlast. Turkmančajskim mirovnim ugovorom 1828. godine ovo područje postaje ruskim posjedom, a Nahičevanski Kanat se ukida. Od 1849. godine Nahičevan je postao dio ruske gubernije Erevan.
Poslije Oktobarske revolucije u Rusiji 1917. godine, na ovom području je, 1918. godine, proglašena Republika Aras, koja je postojala do 1919. godine, kada je na nju invaziju izvršila Armenija. Pad republike pokrenuo je invaziju azerbajdžanske vojske, koja iste godine izbacuje armenske trupe iz područja. Pošto je sovjetska Crvena armija zauzela područje 1920. godine, stvorena je „Nahičevanska autonomna sovjetska socijalistička republika”, a na referendumu koji je održan 1921. godine 90% stanovništva republike izjasnilo se za priključenje Azerbajdžanskoj SSR, što je i učinjeno iste godine.
Poslije raspada Sovjetskog Saveza 1991. godine, budući predsjednik Azerbajdžana Hejdar Alijev postaje predsjednik „Nahičevanskog vrhovnog sovjeta” i pretvara Nahičevan u teritorij koji je bio skoro potpuno neovisan od vlasti u Bakuu. Tijekom Rata u Gorskom-Karabahu 1992. godine, izbili su sporadični oružani sukobi Nahičevana s Armenijom. Zbog izolacije od Azerbajdžana tijekom rata, ojačao je veze s Turskom i Iranom. Parlament Azerbajdžana je pozvao 1993. godine Hejdara Alijeva da stane na čelo države, tako da on postaje predsjednik cijelog Azerbajdžana i na toj funkciji ostaje sve do 2003. godine kada ga je na funkciji naslijedio njegov sin, Ilham Alijev. Nahičevan je do danas ostao glavni grad autonomne republike u sastavu Azerbajdžana.

## Znamenitosti
Glavna znamenitost u gradu su brojni srednjovjekovni mauzoleji kao što je obnovljeni Mauzolej Momine Hatun (1187.), supruge Eldegizida Atabega Jahana Pahlivana, vladara Eldegiza iz 12. stoljeća, također poznatog kao Atabeg Gumbezi. Desetostrani spomenik ukrašen je zamršenim geometrijskim motivima i kufijskim pismom, te tirkiznim pocakljenim opekama. U njegovoj blizini se nalazi Mauzolej Jusufa Kusejira (1162.) kojega je također izradio arhitekt Ajami Nahičevani. Ostali mauzoleji iz tog vremena su: Gulustanski mauzolej, a kasnije su u istom stilu sagrađeni: Mauzolej pjesnika Huseina Džavida (1996.) i Noin mauzolej (2006.) iznad mjesta za koje predaja kaže da je Noin grob. 
- Mauzolej Momine Hatun
- Gulustanski mauzolej
- Garabaghlarski mauzolej
- Mauzolej Huseina Džavida
- Noin mauzolej.

## Stanovništvo
Broj stanovnika općine Nahičevan je 2018. god bio oko 92.900 stanovnika, od čega ruralno stanovništvo oko 10.300, a urbano 82.600.
| 1939. | Azeri           | Armenci      | Rusi          | Gruzijci   |
| ----- | --------------- | ------------ | ------------- | ---------- |
|       | 11.901 (75,8 %) | 2.033 (13 %) | 1.546 (9,9 %) | 19 (0,2 %) |
| 1979. | Azeri           | Armenci      | Rusi          | Gruzijci   |
|       | 37.130 (93,7 %) | 626 (1,6 %)  | 1.635 (4,1 %) | 12 (0,1 %) |

## Gospodarstvo
U Nahičevanu je tradicionalno razvijena trgovina, zanatstvo, obućarstvo i proizvodnja šešira. Ove industrije su uglavnom zamijenjene modernima. Obnova poduzeća i razvoj industrije, liberalizacija vanjske trgovine i proširenje carinske infrastrukture su u velikoj mjeri odgovorne za rast grada u posljednja dva desetljeća.

## Gradovi prijatelji
- Batumi, Gruzija (2012.)

## Vanjske poveznice
|  | Zajednički poslužitelj ima još gradiva o temi Nahičevan (grad) |

- Službene stranice grada  Arhivirana inačica izvorne stranice od 18. rujna 2009. (Wayback Machine) (az.)
- Azerbaijan Guide on Net, Nakhchivan (engl.)